# Цейтлін Марк Давидович
Цейтлін Марк Давидович (* 5 (17) березня 1898, Мелітополь, Таврійська губернія — † 23 травня 1979, Краснодар, в інших джерелах Москва) — український та російський танцівник, балетмейстер й педагог радянських часів.

## Життєпис
Протягом 1924—1925 років працював в Московському театрі балету для дітей.
1925 року закінчив балетні курси московського Большого театру, навчався у М. І. Тарасова.
З 1926 по 1938 рік працював в театрах УРСР танцівником та балетмейстером. Зокрема, був у першому складі Луганського театру опери та балету (нині Донецький) балетмейстером, театром керував М. М. Боголюбов, диригував Макс Купер, режисер — Олександр Здиховський, художники — Олесь Власюк та Едуард Ляхович.
Здійснив, зокрема, постановки таких балетів:
- «Червоний мак» Р. М. Глієра, 1928, Правобережний пересувний театр опери та балету,
- «Карманьйола» Феміліді,
- «Ференджі» Б. К. Яновського, 1935, Лівобережний пересувний театр опери та балету.

Як танцівник в цьому часі виконував ролі:
- Пан Каньовський «Пан Каньовський» М. І. Веріковського,
- Абдерахман — «Раймонда» О. К. Глазунова,
- Лі Шанфу — «Червоний мак».

В 1938—1947 роках працював головним балетмейстером Горьківського театру опери та балету ім. О. С. Пушкіна.
Цього часу здійснив постановки таких балетів:
- «Есмеральда» Ч. Пуньї, 1939,
- «Коник-Горбоконик» Ч. Пуньї,1939,
- «Раймонда», 1940,
- «Лебедине озеро» П. І. Чайковського, 1943,
- «Намарна пересторога» П. Гертеля, 1944.

У 1955—1961 роках — головний балетмейстер Туркменського театру опери та балету ім. Махтумкулі в Ашхабаді.
В 1960-х роках у Краснодарі здійснював любительські постановки балетних спектаклів, керуючи колективом класичного танцю Будинку піонерів та школярів.
Написав лібретто до балетів, поставлених в театрі ім. Махтумкулі:
- «Батьківщина кличе» — музика Х. А. Авланурова, 1942,
- «Студенти», музика І. В. Якушенка, 1964.

Серед його вихованців — заслужена артистка РРФСР Людмила Семенова.
Його брат, Цейтлін Олександр Давидович— диригент та педагог.